# Vjatsjeslav Ivanov (roeier)
Vjatsjeslav Nikolajevits Ivanov (Russisch: Вячеслав Николаевич Иванов) (Moskou, 30 juni 1938 – aldaar, 5 augustus 2024) was een Sovjet-Russisch roeier, gespecialiseerd in skiff.
Hij is vooral bekend voor zijn drie opeenvolgende olympische gouden medailles in skiff (individueel - eenzitter) in 1956, als 18-jarige, 1960 en 1964. Deze prestatie werd later geëvenaard door Pertti Karppinen.
Tijdens het allereerste wereldkampioenschap roeien in 1962 won hij de gouden medaille in de skiff.
Ivanov overleed op 5 augustus 2024 op 86-jarige leeftijd.

## Resultaten
- Diamond Challenge Sculls 1956  Skiff
- Europese kampioenschappen roeien 1956 in Bled  Skiff
- Olympische Zomerspelen 1956 in Melbourne:  Skiff
- Diamond Challenge Sculls 1957  Skiff
- Europese kampioenschappen roeien 1957 in Duisburg  Skiff
- Europese kampioenschappen roeien 1958 in Poznań  Skiff
- Europese kampioenschappen roeien 1959 in Mâcon  Skiff
- Olympische Zomerspelen 1960 in Rome:  Skiff
- Europese kampioenschappen roeien 1961 in Praag  Skiff
- Wereldkampioenschappen roeien 1962 in Luzern  Skiff
- Europese kampioenschappen roeien 1964 in Amsterdam  Skiff
- Olympische Zomerspelen 1964 in Tokio:  Skiff
- Europese kampioenschappen roeien 1967 in Vichy  Skiff

1900: Hermann Barrelet ·
1904: Frank Greer ·
1908: Harry Blackstaffe ·
1912: William Kinnear ·
1920: John B. Kelly, Sr. ·
1924: Jack Beresford ·
1928: Henry Pearce ·
1932: Henry Pearce ·
1936: Gustav Schäfer ·
1948: Mervyn Wood ·
1952: Joeri Tjoekalov ·
1956: Vjatsjeslav Ivanov ·
1960: Vjatsjeslav Ivanov ·
1964: Vjatsjeslav Ivanov ·
1968: Jan Wienese ·
1972: Joeri Malysjev ·
1976: Pertti Karppinen ·
1980: Pertti Karppinen ·
1984: Pertti Karppinen ·
1988: Thomas Lange ·
1992: Thomas Lange ·
1996: Xeno Müller ·
2000: Robert Waddell ·
2004: Olaf Tufte ·
2008: Olaf Tufte ·
2012: Mahe Drysdale ·
2016: Mahe Drysdale ·
2020: Stefanos Douskos ·
2024: Oliver Zeidler
- Virtual International Authority File: 104144648413740552576